# Reacción de Einhorn-Brunner
La Reacción de Einhorn-Brunner es una reacción orgánica de imidas con alquilhidracinas para formar una mezcla de isómeros del 1,2,4-triazol.

## Mecanismo
En primer lugar, el átomo de nitrógeno rico en electrones del derivado de hidrazina se protona [1], formándose el catión [2]. En [2] se produce la transferencia de un protón al átomo de oxígeno del grupo carbonilo de la diacilamina. Por otra parte, el grupo amino ataca al grupo carbonilo electrófilo (el del oxígeno protonado), que asegura la formación de un intermedio amonio [3]. Por eliminación del agua en [3] resulta el ion iminio de [4]. De ello se deduce una transposición sigmatrópica 1,5  del protón del átomo de nitrógeno al grupo carbonilo para formar el intermedio [5] estabilizado por resonancia (aquí solo hay una estructura de resonancia dibujada para simplificar). El átomo de carbono del grupo carbonilo en [5] protonado sufre un ataque intramolecular del átomo de nitrógeno, lo que se traduce en la formación del anillo de cinco miembros [6]. Con la eliminación de agua se forma el intermedio [7] y por tautomería imina-enamina pasa al intermedio [8], que por pérdida de un protón el compuesto [9] aromatiza, obteniéndose un 1,2,4-triazol.